# فرناندو رودریگز (بازیکن فوتبال اهل اسپانیا)
فرناندو رودریگز (انگلیسی: Fernando Rodríguez؛ زادهٔ ۱۱ مهٔ ۱۹۸۷) بازیکن فوتبال اهل اسپانیا است.
از باشگاه‌هایی که در آن بازی کرده‌است می‌توان به باشگاه فوتبال هرکولس و باشگاه فوتبال سویا اشاره کرد.